# اکسل بلینگهاوزن
اکسل بلینگهاوزن (انگلیسی: Axel Bellinghausen؛ زادهٔ ۱۷ مهٔ ۱۹۸۳) بازیکن فوتبال اهل آلمان است.
از باشگاه‌هایی که در آن بازی کرده‌است می‌توان به باشگاه فوتبال فورتونا دوسلدورف، باشگاه فوتبال کایزرسلاوترن، و باشگاه فوتبال آگسبورگ اشاره کرد.